# Hernando de Soto
Hernando de Soto (khoảng 1500 – 21 tháng 5 năm 1542) là một nhà thám hiểm và conquistador người Tây Ban Nha. Ông là người dẫn đầu đoàn thám hiểm châu Âu đầu tiên đi sâu vào lãnh thổ của Hoa Kỳ ngày nay (Florida, Georgia, Alabama và nhiều khả năng Arkansas), và là người châu Âu lần đầu tiên ghi lại đã vượt qua sông Mississippi.
Chuyến thám hiểm Bắc Mỹ của ông xuyên suốt Đông Nam Hoa Kỳ nhằm
tìm kiếm vàng và đường tới Trung Quốc. De Soto qua đời năm 1542 trên bờ sông Mississippi, nơi bây giờ là Guachoya, Arkansas hoặc Ferriday, Louisiana.

### Chronicles (bản dịch tiếng Anh)
- Clayton, Lawrence A.; Knight, Vernon James, Jr.; Moore, Edward C. (1993). The De Soto Chronicles, The Expedition of Hernando de Soto to North America in 1539–1543. Tuscaloosa, Alabama: University of Alabama Press. ISBN 978-0-8173-0824-7.
- Edward Gaylord Bourne biên tập (1904). Narratives of the career of Hernando de Soto in the conquest of Florida as told by a knight of Elvas, and in a relation by Luys Hernandez de Biedma, factor of the expedition Volume I. New York: A. S. Barnes and Company. Truy cập ngày 23 tháng 11 năm 2013.
- Edward Gaylord Bourne biên tập (1904). Narratives of the career of Hernando de Soto in the conquest of Florida as told by a knight of Elvas, and in a relation by Luys Hernandez de Biedma, factor of the expedition Volume II. New York: A. S. Barnes and Company. Truy cập ngày 23 tháng 11 năm 2013.
- Garcilaso de la Vega, el Inca (1881). Florida of the Inca. Philadelphia: Robert M. Lindsay. Bản gốc lưu trữ ngày 4 tháng 3 năm 2016. Truy cập ngày 23 tháng 11 năm 2013. Translated by E. Barnard Shipp.
- Garcilaso de la Vega, el Inca (1951). The Florida of the Inca. Austin: University of Texas Press. Translated by John and Jeanette Varner.

## Sách sử
- Duncan, David Ewing: Hernando de Soto: A Savage Quest in the Americas; University of Oklahoma Press 1997. ISBN 0-517-58222-8
- Hudson, Charles M., Knights of Spain, Warriors of the Sun: Hernando De Soto and the South's Ancient Chiefdoms, University of the Georgia Press, 1997. ISBN 0-8203-1888-4
- Albert, Steve: Looking Back......Natural Steps; Pinnacle Mountain Community Post 1991.
- Henker, Fred O., M.D. Natural Steps, Arkansas, Arkansas History Commission 1999.
- Jennings, John. (1959) The Golden Eagle. Dell.
- MacQuarie, Kim. (2007) The last days of the Incas. Simon & Schuster. ISBN 0-7432-6049-X ISBN 978-0-7432-6049-7
- Maura, Juan Francisco. Españolas de ultramar. Valencia: Universidad de Valencia, 2005.
- “American Conquest, The Oldest Record of Native America”. Bản gốc lưu trữ ngày 2 tháng 12 năm 2020. Truy cập ngày 20 tháng 4 năm 2009.
- “The De Soto Chronicles Volume I, by Clayton, Knight, & Moore 1994”. Bản gốc (PDF) lưu trữ ngày 28 tháng 2 năm 2009. Truy cập ngày 20 tháng 4 năm 2009.